# Motilitat
La motilitat és l'habilitat de moure's espontàniament i independent que tenen els éssers vius.Es refereix tant a organismes unicel·lulars, com multicel·lulars. També és un terme comú per a referir-se genèricament a la motilitat gastrointestinal. En biologia cel·lular, i enginyeria biomèdica, la motilitat sovint fa referència a moviments mòbils entre gradients establerts en biopolímers. En són exemples: 
- Moviment al llarg d'un gradient químic (quimiotaxi)
- Moviment al llarg d'un gradient rígid (durotaxi)
- Moviment al llarg d'un gradient d'adhesió cel·lular